# Deltote albiclava
Deltote albiclava is een vlinder uit de familie van de uilen (Noctuidae). De wetenschappelijke naam van deze soort is voor het eerst voorgesteld als Lithacodia albiclava door Max Wilhelm Karl Draudt in een publicatie uit 1950.
De soort komt voor in China (Sichuan).